# (286) Iclea
(286) Iclea és un asteroide pertanyent al cinturó d'asteroides descobert el 3 d'agost de 1889 per Johann Palisa des de l'observatori de Viena, Àustria.
Està anomenat així per Iclea, un personatge del poema Uranie de l'astrònom francès Camille Flammarion (1842-1925).